# Rudolf Wissell (Politiker, 1902)
Rudolf-Ludolf Wissell (* 18. Mai 1902 in Lübeck; † 21. Juli 1985 in Ratzeburg) war ein deutscher SPD-Politiker.

## Leben
Wissell war der Sohn des Reichsministers Rudolf Wissell (1869–1962). Er arbeitete als Konstrukteur und Kraftwerksingenieur seit 1927 bei der Bewag. Nach dem Krieg wurde er 1946 technischer Vorstand der Bewag. Dort war er zuständig für den Wiederaufbau der Energieversorgung in Berlin. Auch an der Arbeit mit dem neuen Kraftwerk West war er beteiligt.
1955 wurde Rudolf Wissell das Ehrendoktorat der Technischen Universität Berlin verliehen, 1962 wurde er mit dem Großen Bundesverdienstkreuz ausgezeichnet.

## Politik
Wissell war seit 1920 Mitglied der Sozialdemokratischen Partei Deutschlands und auch Gewerkschaftsfunktionär. 1946 wurde er in die Berliner Stadtverordnetenversammlung gewählt, mit der Teilung Berlins blieb er bis 1958 Mitglied des Abgeordnetenhauses von Berlin.

## Schriften
- Atomkraftwerke in der öffentlichen Wirtschaft. In: Schriftenreihe der Gesellschaft für öffentliche Wirtschaft. Heft 5, 1957.